# Adrián Fernández Rivas
Adrián Fernández Rivas (Vitoria, 1997) es un jurista, politólogo y político español del PSE-EE. En 2024 fue elegido miembro del Parlamento Vasco por la provincia de Álava. 

## Biografía y trayectoria política
Adrián Fernández Rivas nació el 20 de marzo de 1997 en Vitoria. Durante su infancia y adolescencia residió en la localidad de Nanclares de la Oca, en el municipio alavés de Iruña de Oca. Comenzó su andadura política militando en las Juventudes Socialistas de Euskadi a los 16 años. Tras el bachillerato se trasladó a Getafe, donde estudió el Doble Grado en Derecho y Ciencias Políticas en la Universidad Carlos III de Madrid.
A lo largo de su etapa universitaria colaboró y participó de numerosas iniciativas y asociaciones, entre las cuales destaca la Sociedad de Debate de la UC3M. Como debatiente se proclamó campeón de la X y XI edición de la Liga de Debate UC3M y de la VIII edición de la Liga Española de Debate Universitario (LEDU), en la que consiguió el título a Mejor Orador de España. Adrián Fernández continúa formando parte del circuito español de debate universitario como juez, formador y profesor de oratoria. Por otro lado, su militancia política continuó fuera de Euskadi. Entre 2020 y 2022 fue Secretario General de las Juventudes Socialistas de Getafe, puesto que dejó tras ser elegido Secretario General de las Juventudes Socialistas de Madrid, habiendo ocupado dicho cargo hasta el año 2023.
Al término de sus estudios de grado, realizó el Máster en Derecho Constitucional por el Centro de Estudios Políticos y Constitucionales. Posteriormente, en agosto de 2021, se unió al equipo de Ernesto Gasco en el Alto Comisionado contra la Pobreza Infantil del Gobierno de España como Consejero técnico. Durante su trabajo en dicha institución participó como ponente en diversos congresos sobre desigualdad social. 
En abril de 2023 volvió a su Álava natal para trabajar como asesor en el Departamento de Turismo, Comercio y Consumo del Gobierno Vasco, liderado por Javier Hurtado. En las elecciones municipales de mayo de 2023 formó parte de la candidatura del PSE-EE al Ayuntamiento de Vitoria, pero no fue hasta junio de 2024 cuando accedió a un cargo electo como miembro de la candidatura socialista alavesa al Parlamento Vasco, dejando así su trabajo como asesor en el Gobierno Vasco. 
Además, Adrián Fernández se proclamó ganador del programa de debate y liderazgo «12 Líderes» de la televisión pública vasca EITB.

## Premios y reconocimientos
- Campeón de la X edición de la Liga de Debate UC3M.[3]
- Campeón de la XI edición de la Liga de Debate UC3M.[3]
- Campeón de España de debate Universitario «LEDU 2020».
- Mejor orador de España 2020.
- Campeón de «12 Líderes» en EITB.[9]